# Casper von Koskull
Casper Wilhelm von Koskull, född 3 september 1960, är en finlandssvensk bankman och företagsledare som var koncernchef och vd för den finländska bankkoncernen Nordea Bank AB mellan 2015 och 2019. 
von Koskull avlade magisterexamen i ekonomi vid Helsingfors handelshögskola  och har studerat management development vid Harvard Business School. Han var anställd hos Citibank med placering i Helsingfors 1984–1987 i London 1987–1990, i New York 1990–1992 och i Frankfurt 1992–1994), hos UBS AG med placering i London 1994–1998), hos Goldman Sachs International Ltd. med placering i London 1998–2010) samt blev därefter exekutiv vicepresident och ansvarig chef för Nordeas storföretagsenhet Wholesale Banking med placering i Stockholm 2010–2015. Nordeas dåvarande koncernchef och vd Christian Clausen lämnade sina uppdrag 1 november 2015, varvid von Koskull efterträdde honom.

## Utmärkelser
- Kommendörstecknet av Finlands Lejons orden,  6 december 2014[7]
- Kommendörstecknet av I klass av Finlands Vita Ros’ orden,  6 december 2021[7]

[Redigera Wikidata]